# Лессли, Элджин
Элджин Лессли (англ. Elgin Lessley; 10 июня 1883 — 10 января 1944) — американский оператор эпохи немого кино, когда практически все спецэффекты делались во время съёмок.

## Биография
Элджин Лессли родился 10 июня 1883, в семье Орфии (урождённая Брукс) и Шелтона Лесллей.
Шелтон, ветеран армии Конфедерации, занимался сельским хозяйством и управлял универсальным магазином с двумя сыновьями от предыдущего брака.
В 1910 году семья переехала в Колорадо-Спрингс, штат Колорадо, до смерти Шелтона в 1911, после чего семья переехала в Лос-Анджелес.
Лессли, возможно, встретил свою жену, Бланш Олмстед, в Колорадо. Они поженились в 1918 году, и в какой-то момент пара поселилась в Калвер-Сити, штат Калифорния.
В 1911 году, в возрасте 28 Лессли стал кинооператором American Wildwest, недавно переименованного американского подразделения Meiles-Star Company, управляемой французским кинопроизводителем Гастоном Мельесом, братом Жоржа Мельеса.
Съёмки проходили полностью на открытом воздухе, в том числе во время внутренних сцен, снятых на множествах, построенных на улице и увенчанные хлопчатобумажными экранами, чтобы управлять солнечным светом. Таким образом, Лессли начал свою карьеру в кинематографе на свежем воздухе, который идеально подходил для работы с Арбаклом и Китоном, которые предпочли расположение павильона на улице.
Гастон Мельес взял его на гастроли в Полинезию летом 1912. Лессли присоединился к ним в Йокогаме в апреле 1913. Он работал там над короткометражными документальными фильмами.
Мильес отпустил тур и послал свою команду обратно в Соединённые Штаты 10 мая 1913. Лессли вернулся в Лос-Анджелес, вместе с его сестрой Натти, и перешёл на работу в компанию Мака Сеннета Keystone Studios.
Лесли присоединился к Keystone Studios в 1913 году. Большинство немых фильмов того времени утеряны, поэтому невозможно точно определить сколько фильмов было им снято. Его первый работой была в фильме «Бал официантов» (1916), но Лессли был замечен после фильма «Он сделал и не сделал это» с Роско Арбаклом и Мэйбл Норманд в конце 1915.
Лесли работал за зарплату в $ 55 в неделю (по сравнению с Норманд — $ 500 в неделю).
Неравенство и падающая атмосфера на съёмках фильмов Арбакл, вероятно, ушло далеко в подготовке Лесли для его будущей работы с Бастер Китон, который приказал, чтобы его кинооператоры продолжать снимать его рисковые трюки пока он не начнёт кричать либо не будет убит.
Арбакл открыл свою собственную студию, Comique Film Corporation, с Джозефом Шенком в 1917 году. Лессли иногда работал на этой студии, но в основном был занят на других фильмах Сеннета. Он снимал ряд фильмов с племянником Арбакл Эл Сент-Джоном, в том числе Каменный век (1917) и Победа неудачника (1917). Он также снял фильм Опасная невеста с Глорией Свенсон, и Умный макет с Беном Тёрпином.
Лесли снял Арбакла, Китона, Сент-Джона, и собаку Арбакла Луку в таких фильмах, как «За кулисами» (1919), «Деревенщина» (1919), и «Гараж» (1920).
Хотя занят в Comique, Лессли также продолжал работать с Глорией Свенсон, снимая «Её решение» и «Вы можете верить всем». Он также снимал Полин Старк в «Ирландские глаза» (1918), «Атом» (1918), «Дочь ангела» (1918) и «Псевдоним Мэри Браун» (1918).
Как только Арбакл перешёл на художественные фильмы в 1920 году, Китон принял старую студию Comique и переименовал её в Buster Keaton Productions Inc., и оставил Лесли кинооператором. Лесли снял все 19 комедийных короткометражек Китона, и шесть художественных фильмов Китона.
В 1928 году, после последнего фильма с Бастером Китоном, Лесли перестаёт работать, чтобы ухаживать за своей больной женой. Элджин Лессли умер 8 февраля 1944 в Лос-Анджелесе от сердечного приступа в возрасте 61 лет.

## Фильмография
- 1916 — Он сделал и не сделал это / He Did and He Did not
- 1916 — Бал официантов / The Waiters 'Ball
- 1917 — Возьмите мешок невесты / The Grab Bag Bride
- 1917 — Каменный век / The Stone Age
- 1917 — Победа неудачника / A Winning Loser
- 1917 — Его уголовное карьера / His Criminal Career
- 1917 — Черновая уборка / A Laundry Clean-Up
- 1917 — Королевская бестия / A Royal Rogue
- 1917 — Опасная невеста / Dangers of a Bride
- 1917 — Умный макет / A Clever Dummy
- 1917 — Мужчина-призрак / A Phantom Husband
- 1917 — Создание конституции / Framing Framers
- 1918 — Коридорный / The Bell Boy
- 1918 — Её решение / Her Decision
- 1918 — Высокие судьбы / High Stakes
- 1918 — Вы можете верить всем / You Can not Believe Everything (1918)
- 1918 — Меченые карты / Marked Cards
- 1918 — Псевдоним Мэри Браун / Alias Mary Brown
- 1918 — Дочь ангела / Daughter Angele
- 1918 — Атом / The Atom
- 1918 — Ирландские глаза / Irish Eyes
- 1918 — За кулисами / Back Stage
- 1919 — Деревенщина / The Hayseed
- 1920 — Гараж / The Garage
- 1920 — Одна неделя / One Week
- 1920 — Осуждённый № 13 / Convict 13
- 1920 — Чучело / The Scarecrow
- 1920 — Соседи / Neighbors
- 1921 — Дом с привидениями / The Haunted House
- 1921 — Слуга в доме / The Servant in the House
- 1921 — Невезение / Hard Luck
- 1921 — Тайный знак / The High Sign
- 1921 — Козёл отпущения / The Goat
- 1921 — Театр / The Play House
- 1921 — Лодка / The Boat
- 1922 — Кузнец / The Blacksmith
- 1922 — Замёрзший север / The Frozen North
- 1922 — Помешанный на воздушных шарах / The Balloonatic
- 1922 — Бледнолиций / The Paleface
- 1922 — Электрический дом / The Electric House
- 1922 — Родственники жены / My Wife’s Relations
- 1922 — Мечты / Day Dreams
- 1922 — Полицейские / Cops
- 1923 — Три эпохи / Three Ages
- 1923 — Наше гостеприимство / Our Hospitality
- 1923 — Любовное гнёздышко / The Love Nest
- 1924 — Шерлок-младший / Sherlock Jr.
- 1924 — Навигатор / The Navigator
- 1925 — Семь шансов / Seven Chances
- 1925 — На Запад / Go West
- 1926 — Бродяга, бродяга, бродяга / Tramp, Tramp, Tramp
- 1926 — Силач / The Strong Man
- 1927 — Длинные штаны / Long Pants
- 1928 — Преследователь / The Chaser